# VirusTotal
VirusTotal es un sitio web creado por la empresa de seguridad española Hispasec Sistemas. Lanzado en junio de 2004, fue adquirido por Google en septiembre de 2012. La propiedad de la empresa pasó en enero de 2018 a Chronicle, siendo esta última adquirida de vuelta por Google en 2019.
VirusTotal agrega muchos productos antivirus y motores de análisis en línea llamados Colaboradores. En noviembre de 2018, la Fuerza de Misión Nacional Cibernética, una unidad subordinada al Comando Cibernético de Estados Unidos, se convirtió en colaboradora. Los datos agregados de estos Colaboradores permiten al usuario buscar virus que el propio software antivirus del usuario pueda haber pasado por alto, o verificar cualquier falso positivo. Se pueden cargar archivos de hasta 650 MB en el sitio web o enviarlos por correo electrónico (máx. 32 MB). Los proveedores de software antivirus pueden recibir copias de archivos que fueron marcados por otros análisis pero que pasaron por su propio motor, para ayudar a mejorar su software y, por extensión, la propia capacidad de VirusTotal. Los usuarios también pueden escanear URL sospechosas y buscar en el conjunto de datos de VirusTotal. VirusTotal utiliza el entorno limitado de Cuckoo para el análisis dinámico de malware. VirusTotal fue seleccionado por PC World como uno de los 100 mejores productos de 2007.

## Productos y servicios

### Cargador de Windows
Windows Uploader de VirusTotal es una aplicación de escritorio descontinuada que se integra en el menú contextual del Explorador de archivos, en Enviar a > VirusTotal . La aplicación también se inicia manualmente para enviar una URL o un programa que se esté ejecutando actualmente en el sistema operativo.
VirusTotal almacena el nombre y varios hashes de cada archivo escaneado. Los archivos ya escaneados se pueden identificar por su hash SHA256 conocido (por ejemplo, el valor predeterminado de VT) sin cargar archivos completos. La URL de consulta SHA256 tiene el formato https://www.virustotal.com/latest-scan/SHA256 . La carga de archivos normalmente está limitada a 128 MEGABYTE. En 2017, VirusTotal descontinuó Windows Uploader e incluyó el programa de terceros VirusTotalUploader como alternativa.

### Cargador para Mac OS X y Linux
Los cargadores para Mac OS X y Linux son similares a la aplicación de Windows. Se puede cargar un archivo a través de la interfaz de usuario de la aplicación o el menú contextual y se le devolverá un resultado. La aplicación Mac OS X se puede descargar desde el sitio web de VirusTotal. Para usar la aplicación en Linux, es necesario compilar y crear la aplicación utilizando el mismo núcleo utilizado en la aplicación Mac OS X (proporcionado en el repositorio).

### VirusTotal para navegadores
Hay varias extensiones de navegador disponibles, como VT4Browsers para Mozilla Firefox y Google Chrome, y vtExplorer para Internet Explorer. Permiten al usuario descargar archivos directamente con la aplicación web de VirusTotal antes de almacenarlos en la computadora, así como escanear las URL.

### VirusTotal para móviles
El servicio también ofrece una aplicación para Android, que emplea la API pública para buscar cualquier aplicación instalada previamente escaneada por VirusTotal y mostrar su estado. Se puede enviar cualquier aplicación que no haya sido escaneada previamente, pero se debe proporcionar una clave API y pueden aplicarse otras restricciones al uso de la API pública (consulte #API pública).

### API pública
VirusTotal proporciona una API pública como servicio gratuito. Proporciona automatización para algunas de sus funciones en línea, como "cargar y escanear archivos, enviar y escanear URL, acceder a informes de escaneo terminados y realizar comentarios automáticos en URL y muestras". Se aplican algunas restricciones a las solicitudes realizadas a través de la API pública, como la exigencia de una clave de API individual obtenida gratuitamente mediante el registro en línea, una cola de escaneo de baja prioridad y un número limitado de solicitudes por período de tiempo.

### Soluciones de antivirus disponibles
Motores antivirus utilizados para la detección de carga de archivos.
| - AegisLab (AegisLab) - Antiy Labs (Antiy-AVL) - Aladdin (eSafe) - AVAST Software (Avast Antivirus) - AVG Technologies (AVG AntiVirus) - Avira - BluePex (AVware) - Baidu (Baidu-International) - BitDefender GmbH (BitDefender) - Bkav Corporation (Bkav) - ByteHero Information Security Technology Team (ByteHero) - Cat Computer Services (Quick Heal) - CMC InfoSec (CMC Antivirus) - CYREN - ClamAV - Comodo (Comodo) - Criminal IP - CrowdStrike - Cybereason - Doctor Web Ltd. (Dr.Web) | - Emsisoft Ltd. (Emsisoft) - Endgame - Eset Software (ESET NOD32) - Fortinet - FRISK Software (F-Prot) - F-Secure - Gridinsoft - G Data CyberDefense (G Data) - Hacksoft (The Hacker) - Hauri (ViRobot) - IKARUS Security Software (IKARUS) - INCA Internet (nProtect) - Invincea (Invincea, adquirido por Sophos) - Jiangmin (KV Antivirus) - Kaspersky Lab (Kaspersky Antivirus) - Kingsoft - Malwarebytes Corporation (Malwarebytes' Anti-Malware) - McAfee - Microsoft (Malware Protection) - MicroWorld (eScan) | - NANO Security - Norman (Norman Antivirus) - Panda Security (Panda Platinum) - Palo Alto Networks (Palo Alto Networks Threat Intelligence Cloud) - Qihoo 360 - Rising Antivirus (Rising) - SentinelOne - Sophos (SAV) - SUPERAntiSpyware - Symantec Corporation (Symantec) - Tencent - ThreatTrack Security (VIPRE Antivirus) - TotalDefense - Trend Micro (TrendMicro, TrendMicro-HouseCall) - VirusBlokAda (VBA32) - Webroot - WhiteArmor - Yandex - Zillya! (Zillya) - Zoner Software (Zoner Antivirus) |

### Motores de escaneo de sitios web/dominios y conjuntos de datos
Motores de escaneo antivirus utilizados para el escaneo de URL.
| - ADMINUSLabs (ADMINUSLABS) - AegisLab WebGuard (AegisLab) - Alexa (Amazon) - AlienVault (AlienVault) - Antiy-AVL (Antiy Labs) - AutoShun (RiskAnalytics) - Avira Checkurl (Avira) - Baidu (Baidu-International) - BitDefender - CRDF (CRDF FRANCE) - C-SIRT (Cyscon SIRT) - CLEAN MX - Comodo Site Inspector (Comodo Group) - CyberCrime (Xylitol) - Dr.Web Link Scanner (Dr.Web) - Emsisoft (Emsi Software GmbH) - ESET - FortiGuard Web Filtering (Fortinet) | - G Data - Google Safe Browsing (Google) - Kaspersky URL advisor (Kaspersky Lab) - Malc0de Database (Malc0de) - Malekal (Malekal's MalwareDB) - Malwarebytes hpHosts (Malwarebytes) - Malwared (Malwared.malwaremustdie.org) - Malware Domain Blocklist (DNS-BH - Malware Domain Blocklist) - Malware Domain List (Malware Domain List) - MalwarePatrol (MalwarePatrol) - Malwares.com (Saint Security) - Netcraft - Opera - Palevo Tracker (Abuse.ch) - ParetoLogic URL Clearing House (ParetoLogic) - PhishFort - Phishtank (OpenDNS) - Quttera (Quttera Ltd.) | - SCUMWARE (Scumware.org) - SecureBrain (SecureBrain) - Sophos - SpyEye Tracker (Abuse.ch) - StopBadware - Sucuri SiteCheck (Sucuri) - ThreatHive (The Malwarelab) - Trend Micro Site Safety Center (Trend Micro) - urlQuery (urlQuery.net) - VX Vault - Websense ThreatSeeker (Websense) - Webutation - Wepawet (iseclab.org) - Yandex Safe Browsing (Yandex) - ZCloudsec (Zcloudsec) - ZDB Zeus - ZeuS Tracker (Abuse.ch) - Zvelo |

### Herramientas de caracterización de archivos y conjuntos de datos
Utilidades utilizadas para proporcionar información adicional sobre los archivos cargados.
| - Androguard (Anthony Desnos) - Cuckoo Sandbox (Claudio Guarnieri) - ExifTool (Phil Harvey) - Magic descriptor (Linux) - NSRL information (NIST's National Software Reference Library) - PDFiD (Didier Stevens) | - pefile (Ero Carrera) - PEiD (Jibz) - Sigcheck (Mark Russinovich) - Snort (Sourcefire) - ssdeep (Jesse Kornblum) - Suricata (Open Information Security Foundation) | - Taggant packer information tool (ReversingLabs) - TrID (Marco Pontello) - UEFI Firmware parser (Teddy Reed) - Wireshark (Wireshark Foundation) - Zemana behaviour (Zemana) - CarbonBlack (CarbonBlack) |

## Privacidad
Los archivos cargados en VirusTotal se pueden compartir libremente con empresas antimalware y también se conservarán en una tienda. La página Acerca de de VirusTotal indica en VirusTotal y confidencialidad:
Los archivos y URL enviados a VirusTotal se compartirán con proveedores de antivirus y empresas de seguridad para ayudarlos a mejorar sus servicios y productos. Hacemos esto porque creemos que eventualmente conducirá a una Internet más segura y una mejor protección para el usuario final. De forma predeterminada, cualquier archivo/URL enviado a VirusTotal que sea detectado por al menos un escáner se envía libremente a todos aquellos escáneres que no detectan el recurso. Además, todos los archivos y URL ingresan a un almacén privado al que pueden acceder los usuarios premium (principalmente empresas/organizaciones de seguridad/antimalware) de VirusTotal para mejorar sus productos y servicios de seguridad.